# Das Pop (muziekalbum)
Das Pop is het derde studioalbum van de Belgische indiepopgroep Das Pop. Het album zou in 2007 uitgegeven worden bij het Engelse label Ugly Truth. Aangezien Das Pop het album wereldwijd wilde uitbrengen, werd er gezocht naar labels die de band hierin konden ondersteunen. De besprekingen verliepen moeizaam waardoor de uitgave vertraging opliep. In 2008 verscheen de ep Fool for Love met naast de titelsong een aantal remixen. Uiteindelijk gaf het Belgische label N.E.W.S. het album uit in 2009. Wel verschenen er twee promo's onder Ugly Truth.
Van het album werden vier singles uitgebracht; Fool For Love, Underground, Never Get Enough en Wings. Het album stond 44 weken in de Vlaamse Ultratop 200 Albums waarvan een week op nummer 7.

## Tracklist
Tracks 1 tot en met 12 zijn geschreven door Bent Van Looy, Niek Meul en Reinhard Vanbergen. Track 13 is geschreven door Van Looy, Meul, Lieven Moors en Vanbergen.
| Nr. | Titel                   | Opname, mixage           | Duur |
| --- | ----------------------- | ------------------------ | ---- |
| 1.  | Underground             | ICP Studios, Dave Sardy  | 3:15 |
| 2.  | You Don't Wanna Know    | ICP Studios, Soulwax     | 2:52 |
| 3.  | Wings                   | Konk Studios, Dave Sardy | 3:15 |
| 4.  | Saturday Night - Part 1 | ICP Studios, Soulwax     | 3:04 |
| 5.  | Never Get Enough        | Konk Studios, Dave Sardy | 3:21 |
| 6.  | The Last Thing          | ICP Studios, Soulwax     | 3:08 |
| 7.  | Fool For Love           | ICP Studios, Soulwax     | 3:34 |
| 8.  | Try Again               | Konk Studios, Dave Sardy | 3:05 |
| 9.  | Let Me In               | ICP Studios, Soulwax     | 2:59 |
| 10. | Saturday Night - Part 2 | Toerag Studios, Soulwax  | 3:23 |
| 11. | Girl Be A Man           | ICP Studios, Soulwax     | 3:53 |
| 12. | September               | ICP Studios, Soulwax     | 4:07 |
| 13. | Feelgood Factors        | Konk Studios, Dave Sardy | 4:57 |
| 14. | You                     |                          | 3:21 |
| 15. | Tired                   |                          | 2:44 |

## Credits

### Bezetting
- Bent Van Looy (zang)
- Lieven Moors (gitaar)
- Reinhard Vanbergen (gitaar)
- Niek Meul (bas)
- Matt Eccles (drums)
- Max E Millecorde (strijkwerk op Underground, The Last Thing en Let Me In)

### Productie
- Mat Maitland (hoesontwerp)
- Howie Weinberg (mastering)
- Dave Sardy (mix)
- Soulwax (mix)